# لينشيا
| 甘肃省 = Gang su shěng الاسم المختصر: 甘= gan      |                                            |                               |
| تبدو مقاطعة قوانغدونغ باللون المغاير في هذه الصورة |                                            |                               |
| أصل التسمية                                        | 甘= gang= اسم منطقة 肃= su= الشرق "قانغسو" |                               |
| نظام الإدارة                                       | مقاطعة                                     |                               |
| العاصمة                                            |                                            |                               |
| رئيس لجنة الحزب الشيوعي الصيني المحلية             | لو جيه                                     |                               |
| الحاكم                                             | شو يي                                      |                               |
| المساحة                                            | 454,000 كلم² (الـ15)                       |                               |
| السكان (2005) - الكثافة السكانية                   | 26,190,000 (الـ4) 442/كلم² (الـ9)          |                               |
| الناتج المحلي الخام (2002)                         | 1177.0 مليار ¥ (الـ1)                      |                               |
| أهم القوميات (2000)                                | الهان - 92% هوي - 0.7% دونغ شيانغ - 0.1%   | موقع الحكومة www.gansu.gov.cn |

لينشيا وتسمى «مكة الصغرى» إحدى مدن مقاطعة قانسو هي مقاطعة أو إقليم يقع جمهورية الصين الشعبية.
القومية الغالب في هذا الإقليم هي قومية هوي.

## تاريخ
تضم هذه المدينة ممر قانسو الذي كان تاريخياً أهم ممر تجاري في شمال الصين على طريق الحرير الشمالية.
تلعب المساجد في لينشيا دورا لا غنى عنه في حياة المسلمين. حسب تقاليدهم، يسكن معظم مسلمي لينشيا في دور مستقلة عن بعضها. لا يكون المسجد مكان الصلاة لأهله فقط بل مركز حياتهم واقعيا وروحيا. عندما يرتفع آذان الفجر، ينهضون جميعا من نومهم لأداء الصلاة، ويحرصون على أداء الصلوات الخمس في المسجد. في المساء، تقام في المسجد دورات لتعليم الإسلام، فالشباب، بعد انتهاء عملهم في النهار، يدرسون فيها ويرفعون مستواهم في قراءة القرآن وتجويده وحفظه، أما ربات البيوت، فيأخذن دروسا إضافية حول علوم الإسلامية الأساسية. وقد نجحت كثير من المسنات في لينشيا في تعلم كيفية الصلاة وتصحيح قراءة القرآن. وفي مناسبات الزفاف ينظم مكتب إدارة المسجد فريق التهنئة، ويقدم أدوات المائدة لأسرة العروسين كي تقيم مائدة الزفاف. قبل التحاقهم بالمدرسة الابتدائية، يدرس الأطفال في المسجد قراءة القرآن كل يوم، ويؤدون الصلاة تحت إرشاد الكبار. وقد رأينا ابن شقيق هان تشي، الذي يبلغ عمره خمس سنوات، يعود إلى بيته كل يوم بعد تعلم القرآن في المسجد. يكون أول شيء يفعله بعد دخول البيت، هو الضوء وارتداء القبعة الصغيرة ثم قراءة آية من القرآن للجميع.
القباب مشهد آخر مميز في لينشيا. القبة التي تسمى في الصينية «قونغبي» عبارة عن مجموعة من قبور لشخصيات إسلامية محلية وقبور طلابهم وأتباعهم والبنايات التابعة حسب المذاهب الدينية، حيث ينتمي مسلمو لينشيا إلى المذاهب الأربعة: الحنفي والحنبلي والمالكي والشافعي، ويقيمون نشاطاتهم الدينية في القبة الخاصة بمذهبهم. تتميز قباب لينشيا بسمات تقليدية خاصة، فتتكون غالبا من الغرفة الرئيسية بلون الذهب وقاعة الصلاة والقبور التابعة. والقبة الرئيسية مبنية بهيكل خشبي من طابقين أو ثلاثة طوابق. فأكبر القباب هي قبة لينشيا الكبرى.